# Arthopyrenia exasperata
Arthopyrenia exasperata är en lavart som beskrevs av R. C. Harris. Arthopyrenia exasperata ingår i släktet Arthopyrenia och familjen Arthopyreniaceae.   Inga underarter finns listade i Catalogue of Life.